# Рутенберг, Чарльз Эмиль

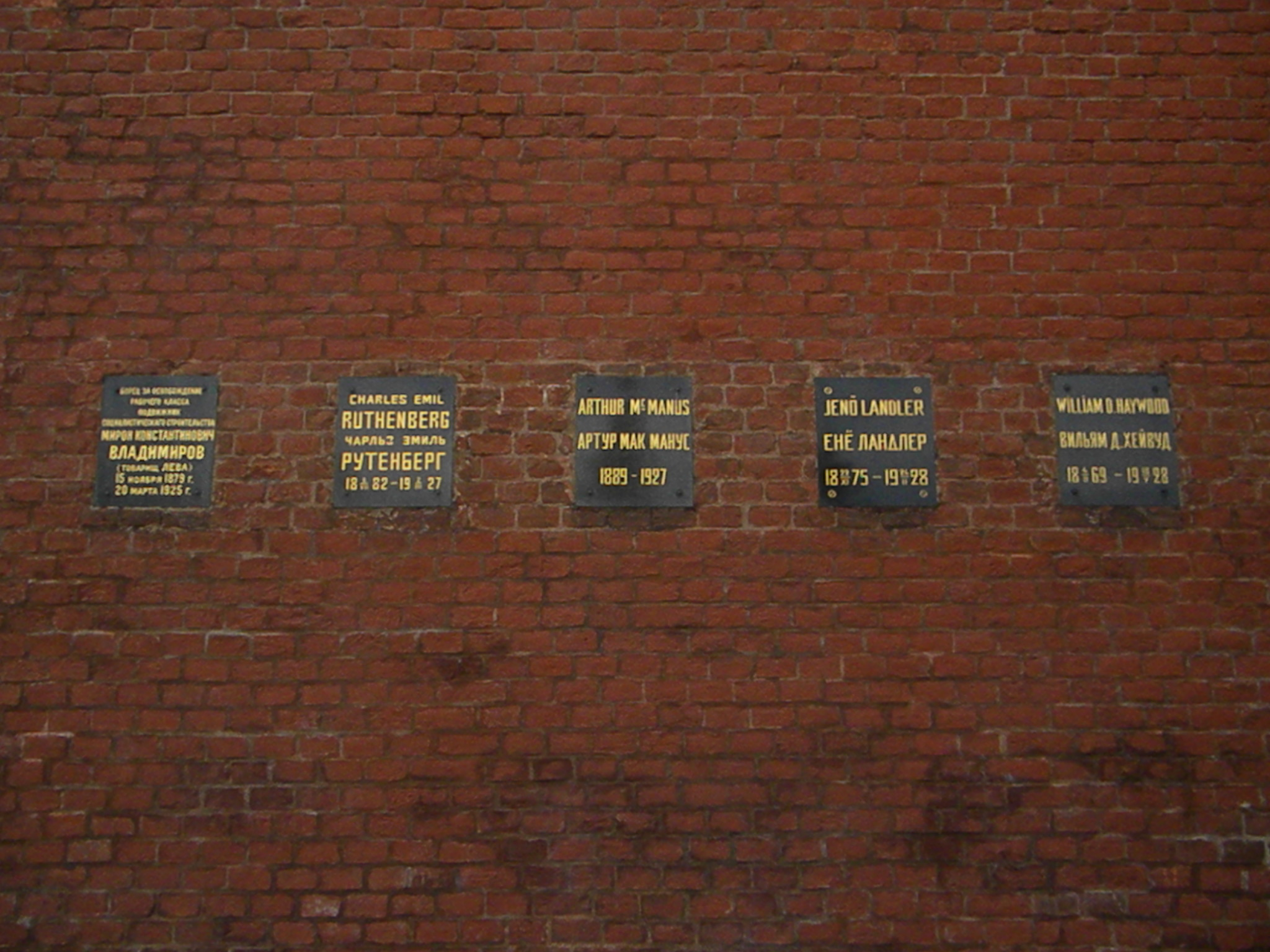
Надгробная плита в Кремлёвской стене

Чарльз Эмиль Рутенберг (англ. Charles Emil Ruthenberg; 9 июля 1882, Кливленд, Огайо — 2 марта 1927, Чикаго) — деятель американского и международного рабочего и коммунистического движения. Генеральный секретарь Компартии США.

## Биография
Родился 9 июля 1882 года в городе Кливленде (штат Огайо) в семье грузчика. Его родители эмигрировали в США из Германии.
После окончания школы работал столяром, конторским служащим, управляющим отделом книгоиздательской фирмы.

## Политическая деятельность
В 1909 году вступил в Социалистическую партию США.
В 1911 году был выдвинут кандидатом на пост мэра Кливленда.
В 1912 году был выдвинут кандидатом на пост губернатора штата Огайо.
Был автором принятого съездом социалистической партии в 1917 году манифеста против империалистической войны.
1 мая 1919 года организовал демонстрацию кливлендских рабочих под лозунгом «Руки прочь от Советской России!».
В сентябре 1919 года на учредительном съезде Компартии США стал её Генеральным секретарём. В 1920 году стал членом ИККИ, а в 1924 году — членом Президиума ИККИ.
Умер 2 марта 1927 года в Чикаго после операции от перитонита.
По просьбе ВКП(б) американские коммунисты перевезли его прах в СССР.
Урна с прахом помещена в Кремлёвской стене, неподалёку от праха его фракционного оппонента Джона Рида. Погребение состоялось 26 апреля 1927 года.